# Municipio de Albano
El municipio de Albano (en inglés: Albano Township) es un municipio ubicado en el condado de Stafford en el estado estadounidense de Kansas. En el año 2010 tenía una población de 53 habitantes y una densidad poblacional de 0,56 personas por km².

## Geografía
El municipio de Albano se encuentra ubicado en las coordenadas 37°51′42″N 98°52′0″O / 37.86167, -98.86667. Según la Oficina del Censo de los Estados Unidos, el municipio tiene una superficie total de 93.95 km², de la cual 93,95 km² corresponden a tierra firme y (0 %) 0 km² es agua.

## Demografía
Según el censo de 2010, había 53 personas residiendo en el municipio de Albano. La densidad de población era de 0,56 hab./km². De los 53 habitantes, el municipio de Albano estaba compuesto por el 100 % blancos. Del total de la población el 7,55 % eran hispanos o latinos de cualquier raza.